# La Flèche du temps

La Flèche du temps (Time's Arrow: or the Nature of the Offense) est un roman de Martin Amis publié en 1991, traduit en français par Géraldine Koff d’Amico en 1993.
Le narrateur est la conscience du personnage, Tod Friendly, qui découvre et nous raconte une vie qui se rembobine : « Tout me paraît étrange. Je sais que je vis sur une planète brutale et magique qui déverse ou rend de la pluie et la projette même à coups de fouet répétés (…), qui d’une simple secousse de ses plaques tectoniques est capable de dresser une ville entière en une demi-heure. »
Dans La Flèche du temps, le narrateur découvre que Tod commence toutes ses histoires d’amour par une gifle, que les patients arrivent dans son hôpital soignés, en repartent blessés ou que, en salle d'accouchement, les bébés disparaissent dans le ventre de leur mère.

## Analyse et commentaires
La Flèche du temps est dédié à Sally, la sœur de l'auteur.
Comme le précise Frédéric Vitoux, ce livre n’est pas qu’un exercice de style : « Le héros de La Flèche du temps, à mesure que se mettent les pendules à l'envers, se retrouve à New York, puis à Lisbonne en 1949, puis à Rome. A vingt-cinq ans, le voilà enfin médecin nazi à Auschwitz. »
L'idée en est venue à Martin Amis après avoir lu Les médecins nazis de son ami Robert Jay Lifton.
L'histoire de Tod Friendly, qui commence quand celui-ci vient de mourir, sera aussi celle, pour le narrateur et le lecteur, de la découverte de son passé nazi.   

## Prolongements
Dans son film Interstellar Christopher Nolan utilise La Flèche du temps pour composer la bibliothèque de la chambre de Murph.